# Neues Schloss Gerzensee

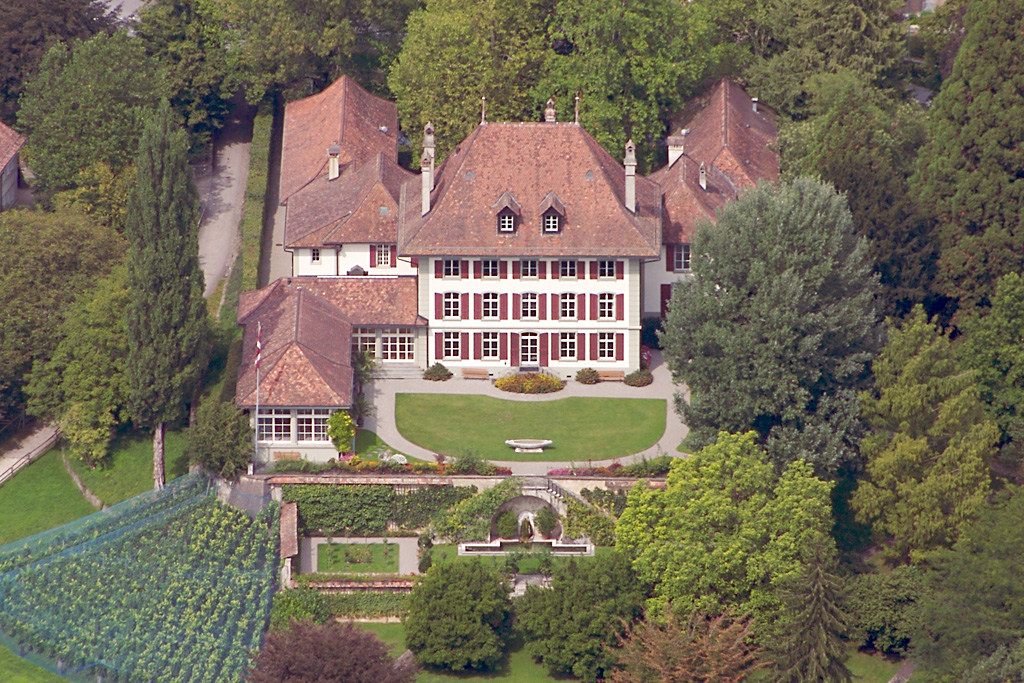
Neues Schloss Gerzensee

Das Neue Schloss Gerzensee ist ein im französischen Barockstil erbautes Schloss aus dem 17. Jahrhundert in der Gemeinde Gerzensee im Kanton Bern, Schweiz.

## Geschichte
Das Schloss wurde etwa 1690 von Samuel Morlot erbaut. 1755 kaufte Franz Emanuel Anton von Graffenried die Herrschaft. 1813 verkaufte die Familie von Graffenried das Neue Schloss an die Familie von Erlach. Das Anwesen wurde 1918 von den Familien Lindemann und Losinger erworben, die es 1980 der Schweizerischen Nationalbank verkauften. 1984 ging die Liegenschaft an die Stiftung Studienzentrum Gerzensee über, die unter anderem Aus- und Weiterbildungskurse für Zentralbankpersonal durchführt.